# Красная Горка (Кузнецовское сельское поселение)
Кра́сная Го́рка (мар. Якшарсир) — деревня в Горномарийском районе Республики Марий Эл. Входит в состав Кузнецовского сельского поселения.

## География
Находится в юго-западной части республики Марий Эл на расстоянии приблизительно 16 км на юг-юго-восток от районного центра города Козьмодемьянск.

## История
Впервые околодок Красногорка с 19 дворами (120 человек) из деревни Большой Юльяльской упоминается в 1859 году. В 1898 году в нём числилось 24 двора (144 человека). В 1919 году в деревне Красногорка проживало 189 человек; в 1925 году — 186 человек. В 1929 году в деревне числилось 46 дворов с населением в 226 человек. В 1943 году в деревне было 45 дворов с населением в 146 человек. В 2001 году здесь было отмечено 44 двора. В советское время работали колхозы «Якшар сир», «Родина», «Дружба» и позднее СПК «Кузнецовский».

## Население
Население составляло 117 человека (горные мари 97 %) в 2002 году, 109 в 2010.